# 锐齿鼠李
锐齿鼠李（学名：Rhamnus arguta），为鼠李科鼠李属下的一个植物种。
灌木或小乔木，生于山坡杂木林中。常见于中国东北、北京、山西、山东、陕西、河南、甘肃等地。朝鲜、日本、俄罗斯等国也行分布。